# Spalax microphthalmus
Espèce
Statut de conservation UICN

 LC  : Préoccupation mineure
Spalax microphthalmus (ou rat-taupe ordinaire, rat-taupe à petits yeux) est une espèce de Spalax ou rat-taupe, rongeur qui vit la plupart de temps sous terre.

## Description

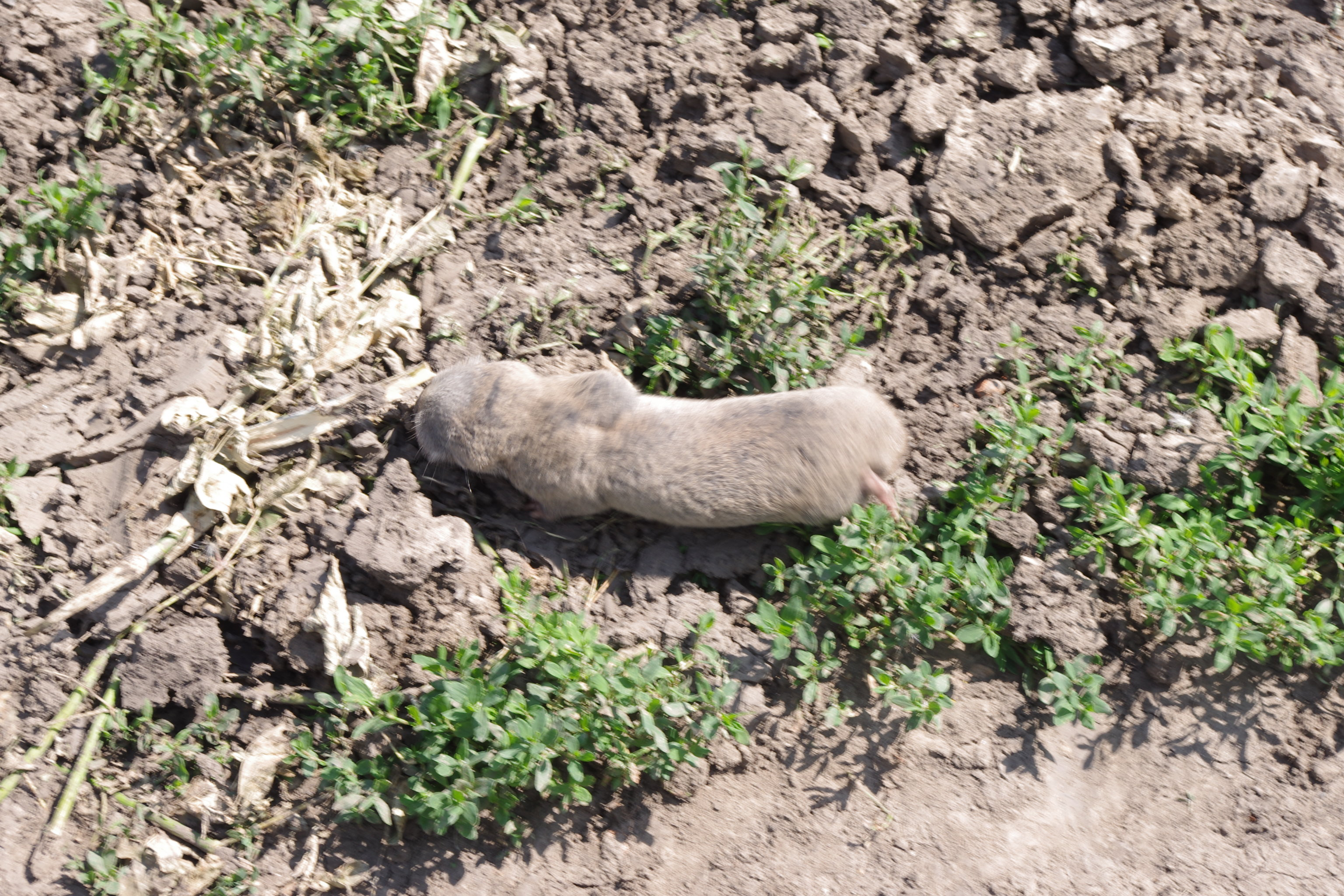
Rat-taupe ordinaire prenant la fuite

Le rat-taupe à petits yeux est un rongeur de 24 à 31 cm de longueur et de 570 grammes à 700 grammes au maximum avec une queue atrophiée et de forme cylindrique, dont les yeux réduits sont recouverts d'une membrane de peau qui le rend aveugle. Il est plus grand que Nannospalax leucodon et plus gris. Il possède une incisive proéminente qui lui permet de creuser, car il ne possède pas comme les taupes de pattes modifiées pour le faire. Il se nourrit d'insectes et de larves, ainsi que de racines herbeuses ou de plantes comme celle du pissenlit qu'il affectionne.

## Répartition
Le rat-taupe à petits yeux vit dans une zone steppique ou non-steppique comprise entre le Dniepr et la Volga et dans certains endroits de Moldavie. Elle est délimitée au sud par les monts du Caucase. Le rat-taupe à petits yeux préfère les zones herbeuses et steppiques, mais peut se rencontrer dans des champs ou des sous-bois et le long de chemins forestiers. Il se raréfie dans les zones cultivées, bien qu'il produise des dommages dans les champs de maïs, de pomme de terre ou de carotte, etc. Il est la proie du putois des steppes, du renard et des oiseaux de proie.

## Comportement
Cet animal fouisseur forme des buttes de terre plus importantes que les taupinières avec des galeries souterraines qui peuvent atteindre 169 mètres de longueur et jusqu'à 114 petites cavités. Il en sort parfois pour se chauffer au soleil et lorsque les jeunes partent pour de nouveaux territoires, période où il est victime de prédateurs. La femelle met bas d'une portée de deux à cinq petits en mars. En dehors de la période de reproduction, il vit généralement de manière solitaire.